# Kanton Saint-Méen-le-Grand
Saint-Méen-le-Grand is een voormalig kanton van het Franse departement Ille-et-Vilaine. Het kanton maakte deel uit van het arrondissement Rennes. Het werd opgeheven bij decreet van 18 februari 2014 met uitwerking op 22 maart 2015.

## Gemeenten
Het kanton Saint-Méen-le-Grand omvatte de volgende gemeenten:
- Bléruais
- Le Crouais
- Gaël
- Muel
- Quédillac
- Saint-Malon-sur-Mel
- Saint-Maugan
- Saint-Méen-le-Grand (hoofdplaats)
- Saint-Onen-la-Chapelle